# Alain Lemieux
Alain Lemieux (* 24. Mai 1961 in Montréal, Québec) ist ein ehemaliger kanadischer Eishockeyspieler und -trainer, der im Verlauf seiner aktiven Karriere zwischen 1978 und 1991 unter anderem 138 Spiele für die St. Louis Blues, Nordiques de Québec und Pittsburgh Penguins in der National Hockey League (NHL) auf der Position des Centers bestritten hat. Er ist der ältere Bruder von Mario Lemieux.

## Karriere
Lemieux spielte zunächst von 1978 bis 1981 für die Junior de Montréal, Saguenéens de Chicoutimi und Draveurs de Trois-Rivières in der kanadischen Juniorenliga Ligue de hockey junior majeur du Québec (LHJMQ), bevor er beim NHL Entry Draft 1980 als 96. Spieler in der fünften Runde von den St. Louis Blues gedraftet wurde. 
Nachdem er den Durchbruch in der NHL sowohl bei den St. Louis Blues als auch bei den Nordiques de Québec nicht geschafft hatte, wechselte Lemieux zur Saison 1986/87 in die Schweizer Nationalliga A zum EHC Olten. Dort war er hinter Erich Kühnhackl und Scott Fusco aber meist überzähliger Ausländer. Er kam nur in drei Spielen zum Einsatz, in denen er zwei Assists buchte. Kurz nach Saisonbeginn kehrte er nach Nordamerika zurück. Er unterschrieb bei der Organisation der Pittsburgh Penguins, bei der auch sein jüngerer Bruder Mario unter Vertrag stand. Mit seinem Bruder stand er aber nie gemeinsam auf dem Eis. Alain Lemieux verbrachte die ganze Saison bis auf ein Spiel im Farmteam der Penguins. Bei seinem einzigen NHL-Einsatz für die Penguins fehlte sein Bruder krankheitsbedingt.
Es sollte das letzte NHL-Spiel seiner Karriere gewesen sein. Die folgenden Jahre verbrachte er mit Ausnahme der Saison 1988/89, in welcher er in Finnland für SaiPa Lappeenranta und Kärpät Oulu spielte in den unterklassigen Ligen Nordamerikas. In der Saison 1994 erzielte Lemieux für die Pittsburgh Phantoms aus der professionellen Inlinehockeyliga Roller Hockey International in 12 Spielen zwölf Tore und bereitete weitere 16 vor.

## Erfolge und Auszeichnungen
- 1981 Trophée Guy Lafleur
- 1981 LHJMQ Second All-Star Team
- 1987 AHL Second All-Star Team

## NHL-Karrierestatistik
(Legende zur Spielerstatistik: Sp oder GP = absolvierte Spiele; T oder G = erzielte Tore; V oder A = erzielte Assists; Pkt oder Pts = erzielte Scorerpunkte; SM oder PIM = erhaltene Strafminuten; +/− = Plus/Minus-Bilanz; PP = erzielte Überzahltore; SH = erzielte Unterzahltore; GW = erzielte Siegtore; 1 Play-downs/Relegation; Kursiv: Statistik nicht vollständig)